# نيك إيستر
نيك إيستر (بالإنجليزية: Nick Easter)‏ هو لاعب اتحاد الرغبي بريطاني، ولد في 15 أغسطس 1978 في إبسوم في المملكة المتحدة.

## وصلات خارجية
- نيك إيستر على موقع دوري الرغبي الممتاز (الإنجليزية)
- نيك إيستر عل موقع إسبنسكروم (الإنجليزية)
- نيك إيستر على موقع ItsRugby.co.uk (الإنجليزية)